# Andrea Liese
Andrea Liese (* 1969) ist eine deutsche Politikwissenschaftlerin.

## Leben
Liese studierte Politikwissenschaft, Rechtswissenschaft, Soziologie und Germanistik an der Johann Wolfgang Goethe-Universität Frankfurt am Main und erlangte 1995 einen Abschluss als Diplom-Politologin. Danach war sie als Wissenschaftliche Mitarbeiterin am Institut für Interkulturelle und Internationale Studien der Universität Bremen tätig. Dort wurde sie 2001 mit der Dissertation „Staaten am Pranger: zur Wirkung internationaler Regime auf innerstaatliche Menschenrechtspolitik“ promoviert. Von 2001 bis 2006 forschte sie als Wissenschaftliche Assistentin an der Freien Universität Berlin. 2006/2007 hielt sie sich als John F. Kennedy-Gedächtnis-Stipendiatin am Center for European Studies der Harvard University auf. Danach war sie von 2007 bis 2009 Juniorprofessorin für Internationale Politik an der Humboldt-Universität zu Berlin.
Ab dem 1. Januar 2010 lehrte Liese als Professorin für Internationale Organisationen und Politikfelder an der Wirtschafts- und Sozialwissenschaftlichen Fakultät der Universität Potsdam. Seit dem 1. April 2020 ist sie dort Professorin für Internationale Beziehungen und seit Oktober 2021 außerdem Prodekanin für Forschung und wissenschaftliche Qualifizierungsphase. Parallel zu ihrer Lehrtätigkeit in Potsdam war sie 2012 Gastwissenschaftlerin der Abteilung Global Governance am Wissenschaftszentrum Berlin für Sozialforschung (WZB).
Ihre Forschung konzentriert sich auf die Autorität, Expertise, Neutralität und Effektivität von internationalen Organisationen sowie die Dynamik internationaler Normen, empirisch vor allem im Bereich von Menschenrechten und Entwicklung.
Gemeinsam mit Thomas Sommerer gibt sie von 2022 bis 2024 geschäftsführend die Zeitschrift für Internationale Beziehungen (ZIB) heraus. Sie ist Mitglied im Forschungsrat der Deutschen Gesellschaft für die Vereinten Nationen (DGVN), im Beirat der Stiftung Entwicklung und Frieden (SEF) und Teil des Kollegiums der Berlin Graduate School of Global and Transregional Studies (BGTS).

## Schriften (Auswahl)
- Eugénia da Conceição-Heldt, Martin Koch und Andrea Liese (Hrsg.) 2015: Internationale Organisationen: Autonomie, Politisierung, interorganisationale Beziehungen und Wandel, Politische Vierteljahresschrift, Sonderheft 49, Nomos.
- Marianne Beisheim and Andrea Liese (Hrsg.) 2014: Transnational Partnerships. Effectively Providing for Sustainable Development? Basingstoke: Palgrave Macmillan.
- Andrea Liese 2006: Staaten am Pranger. Zur Wirkung internationaler Regime auf innerstaatliche Menschenrechtspolitik, Wiesbaden: VS Verlag.
- Eva Senghaas-Knobloch, Jan Dirks und Andrea Liese 2003: Internationale Arbeitsregulierung in Zeiten der Globalisierung. Politisch-organisatorisches Lernen in der Internationalen Arbeitsorganisation (IAO), Münster u. a.: LIT.